# Napoleon Daems
Napoleon Daems (Turnhout, 28 juni 1852 – aldaar, 17 januari 1939) was een Belgische beeldhouwer.

## Leven
Reeds op zeer jonge leeftijd gaf Daems blijk van een uitzonderlijk talent op het gebied van beeldende kunst. Hij ging in de leer bij de plaatselijke beeldhouwer Hendrik Peeters. Als jongeman studeerde Daems aan de Tekenschool te Turnhout en nadien aan de Koninklijke Academie voor Schone Kunsten van Antwerpen. Later keerde hij als gevormde kunstenaar terug naar Turnhout, waar hij in het huwelijk trad met Maria Peeters, zij kregen zeven kinderen. Daems verwierf mettertijd in de Tekenschool zelf een functie als leraar.
Anno 1884 richtte hij een eigen werkplaats op, waar in hoofdzaak beelden, meubelen en religieuze kunst werden gemaakt, zowel in oude als in moderne stijl. De daarvoor gebruikte materialen waren hout, steen, marmer en messing.
In zijn vaderstad was hij jarenlang in verscheidene christelijke verenigingen actief en in 1899 reisde hij naar Rome waar Paus Leo XIII hem op 23 augustus ontving. Monseigneur Alphonsus Dewachter (1855-1932), hulpbisschop te Mechelen, vereerde hem ter gelegenheid van het 75-jarig jubelfeest van de Mannen-Congregatie (1923) met het pauselijk ereteken: "Pro Ecclesia et Pontifice" ("Voor Kerk en Paus").
Napoleon Daems had zijn atelier in de Korte Gasthuisstraat 79, en woonde in de villa ernaast (huisnummer 81). Na zijn dood sprak daar de toenmalige Prefect van de Mannen-Congregatie een rede uit, die het karakter van Napoleon Daems belichtte: "... Daarbij beoefende hij (Daems), onophoudend en in 't geheim, de christelijke barmhartigheid tegenover alwie in nood, ziekte of rampspoed verkeerden. Van alle kanten kwamen de hulpbehoevenden tot hem, terwijl hijzelve onverdroten de zieken en armen ging opzoeken, om hun leed te verzachten en alzoo de naastenliefde na te volgen..."
De lijkdienst vond plaats in de Sint-Pieterskerk te Turnhout op vrijdag, 20 januari 1939 om 10 uur.

## Werken(selectie)

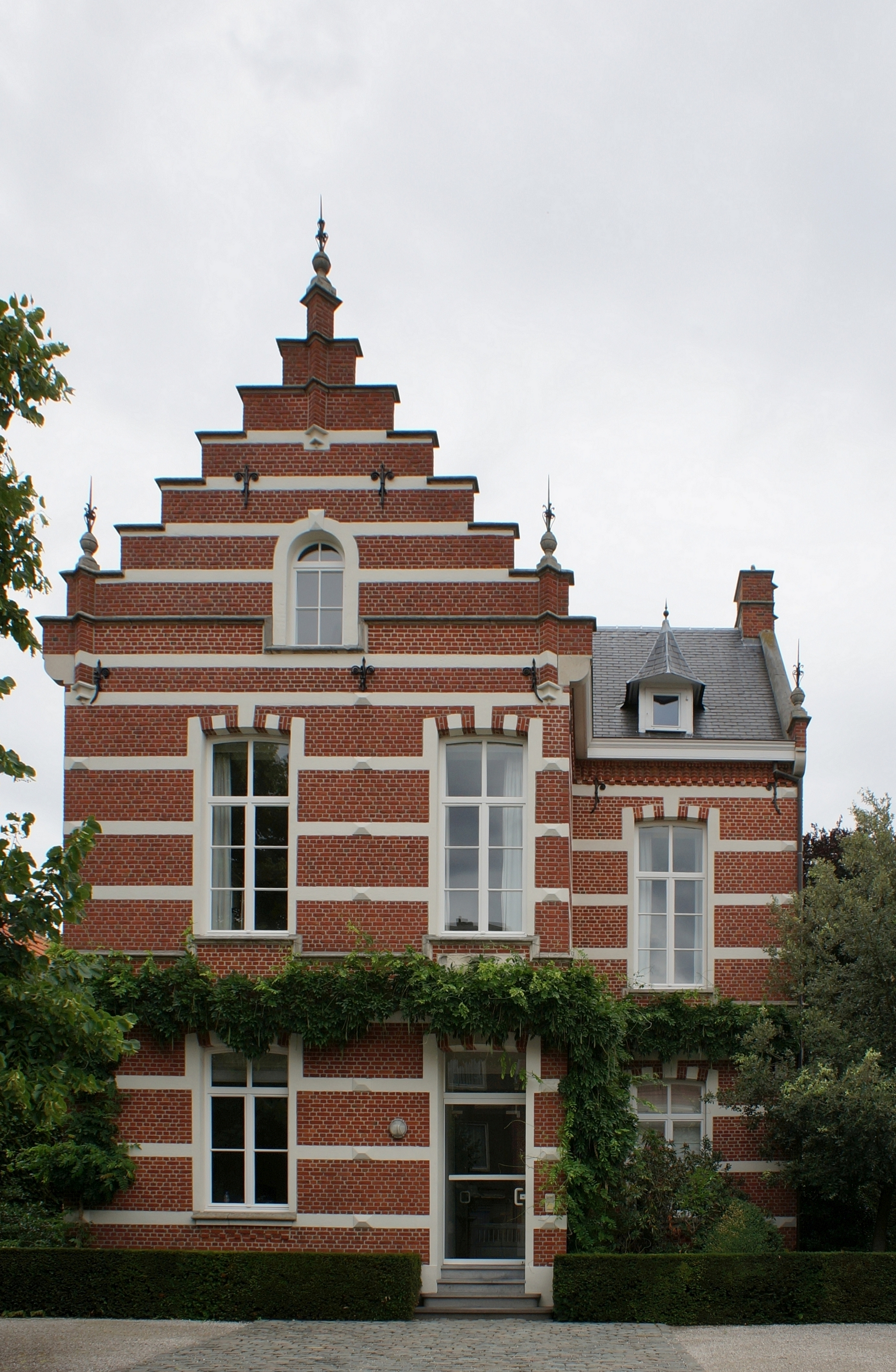
Woning van beeldhouwer Napoleon Daems in de Korte Gasthuisstraat 81 te Turnhout. Woning ontworpen door architect Pieter Jozef Taeymans (anno 1884).

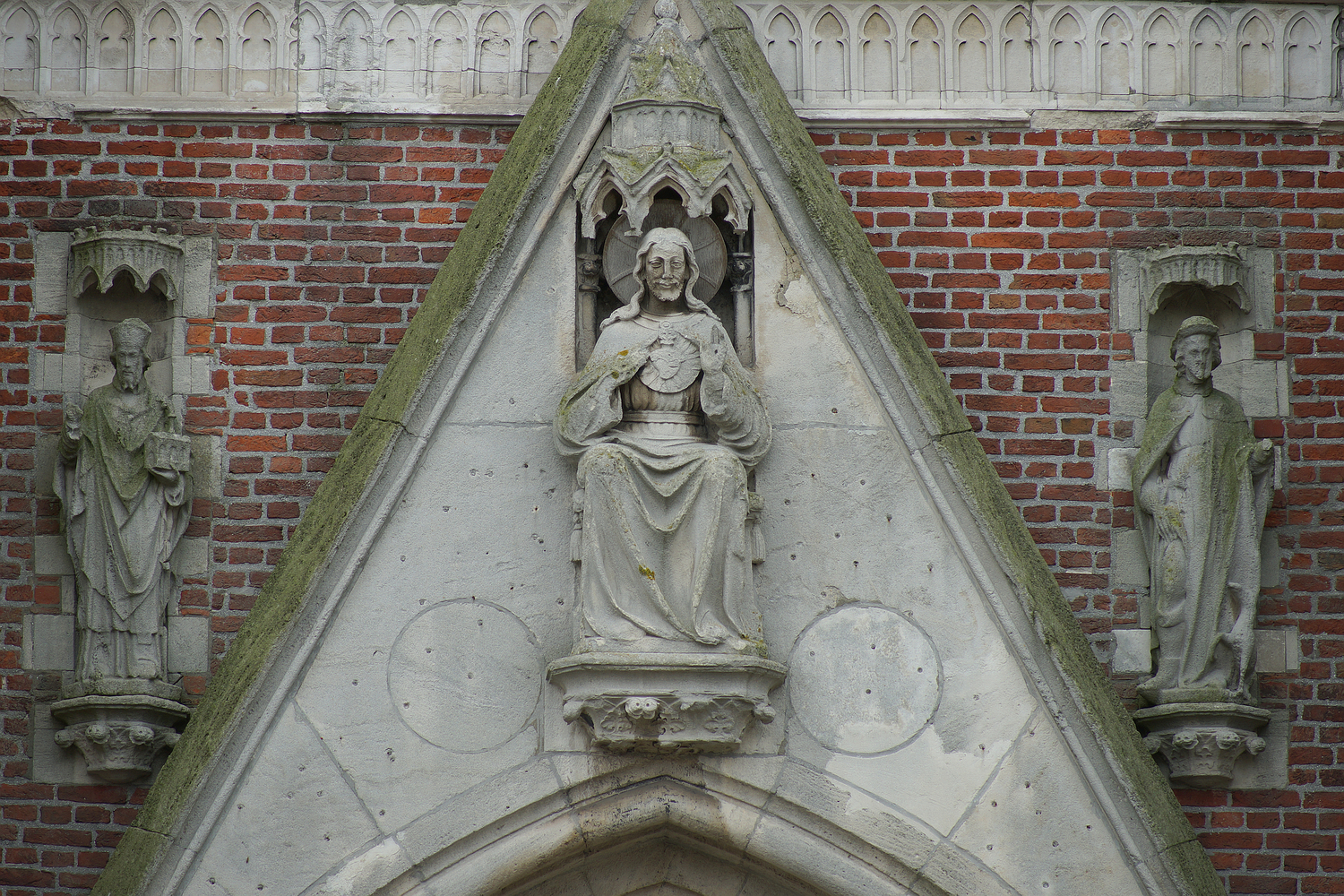
Sint-Willibrorduskerk (Merksplas).
Heilig Hartbeeld (anno 1919).

- Aarlen. Kerk van het Heilig Hart (Jezuïetenkerk). Biechtstoelen.
- Anderlecht. Sint-Pieter-en-Sint-Guidokerk. Koorgestoelte.
- Anderlecht, Sint-Franciscus Xaveriuskerk. Altaar.
- Anderlecht. Wijk Kuregem. Onze-Lieve-Vrouwekerk. Altaar.
- Antwerpen. Kapel van het Sint-Jan Berchmanscollege. Altaar.
- Antwerpen. Kerk van het Onze-Lieve-Vrouwecollege. Preekstoel.
- Berchem (Antwerpen). Kapel van het Sint-Stanislascollege (Anno 2015: Stedelijk Onderwijs, Sint-Hubertusstraat 12 / Frederik de Merodestraat 36). Communiebank.
- Beuzet (Gembloers). Sint-Pieterskerk. Buste.
- Brussel. Onze-Lieve-Vrouw-ter-Zavelkerk. Altaar, preekstoel, biechtstoelen en communiebank.
- Hoogstraten. Sint-Katharinakerk. Altaar & religieus beeld (Catharina van Alexandrië).
- Kasterlee. Sint-Willibrorduskerk. Lambrisering & religieus beeld (Sint-Andries).
- Laken. Goddelijk Kind Jezuskerk. Preekstoel.
- Leuven. Voormalige Sint-Jozefskerk. Biechtstoelen.
- Leuven. Sint-Antoniuskerk. Altaar.
- Lier. Jezuïetenkerk. Marmeren altaar.
- Luik. Sint-Dionysiuskerk. Altaar.
- Luik. Wijk: Longdoz. Sint-Lodewijkscollege. Preekstoel.
- Merksplas. Sint-Willibrorduskerk. Communiebank en Heilig Hartbeeld.
- Overijse (Jezus-Eik). Onze-Lieve-Vrouwekerk. Kruisbeeld & lambrisering.
- Schaarbeek. Brabantstraat. Sint-Johannes en Niklaaskerk. Biechtstoel.
- Schaarbeek. Minderbroederskerk. Biechtstoel.
- Schaarbeek. Sint-Servaaskerk. Altaar.
- Sint-Gillis (Brussel). Sint-Gilliskerk. Marmeren altaar en dito communiebank alsook koorgestoelte.
- Turnhout. Minderbroederskerk. Altaar.
- Turnhout. Kapel van het Sint-Jozefscollege. Preekstoel.
- Turnhout. Sint-Pieterskerk. Heiligenbeelden.
- Turnhout. Heilig Hartkerk. Biechtstoelen.
- Turnhout. Jezuïetenkerk. Marmeren communiebank.
- Turnhout. Warandestraat 103. Turnhouts wapenschild op de watertoren.
- Turnhout. Kasteel van de hertogen van Brabant (Gerechtshof). Wapenschild van Maria van Zimmeren, in het eerste kwartaal van de 20-ste eeuw door Napoleon Daems gebeeldhouwd, naar een origineel daterende uit 1686.
- Weelde (Ravels) (Singelstraat). Sint-Isidoruskapel. Gepolychromeerd religieus beeld (Sint-Isidorus).

- RKD-Nederlands Instituut voor Kunstgeschiedenis: 331057